# NK 인터블록
NK 인터블록(슬로베니아어: Nogometni Klub Interblock)은 류블랴나를 연고로 하는 슬로베니아의 축구 클럽이다. 1975년 NK 예지차(NK Ježica)라는 이름으로 설립되었으며 2007년 도박 회사인 인터블록(Interblock)이 구단을 인수하면서 지금과 같은 이름으로 바뀌었다.

## 성적
- 슬로베니아 컵 우승 2회 (2007-08, 2008-09)
- 슬로베니아 슈퍼컵 우승 1회 (2008), 준우승 1회 (2009)

## 역대 감독
| 감독            | 임기        |
| --------------- | ----------- |
| 드라간 스코치치 | 2007 ~ 2008 |
| 알베르토 비곤   | 2008        |

틀:트레차 SNL